# Psychotria cornifer
Psychotria cornifer är en måreväxtart som beskrevs av Herbert Fuller Wernham. Psychotria cornifer ingår i släktet Psychotria och familjen måreväxter. Inga underarter finns listade i Catalogue of Life.